# Happy (Michael-Jackson-Lied)
Happy (englisch für „glücklich“) ist ein Song des US-amerikanischen Sängers Michael Jackson, das dieser 1973 für Motown aufnahm. Die Single war auf Jacksons drittem Studioalbum Music & Me enthalten.

## Geschichte
Der volle Titel des Songs ist Happy (Love Theme from Lady Sings the Blues), da eine modifizierte Instrumentalversion im Film Lady Sings the Blues zu hören war und auch auf dem Soundtrack des Films enthalten war. Das Lied wurde als Single in Australien veröffentlicht und erreichte dort Platz 31 der Charts. Auf der B-Seite befand sich das Lied In Our Small Way, das schon auf den Alben Got to Be There und Ben war.
1983 veröffentlichte man den Song außerdem in Großbritannien als Single anlässlich der Veröffentlichung des Kompilationsalbums 18 Greatest Hits, wo das Lied enthalten war. Das Album wurde von Motown rausgegeben und landete im Vereinigten Königreich auf Platz 1 der Charts. Nach der Veröffentlichung erreichte Happy Platz 52 in den britischen Charts. Später wurde die Single vom Liedkomponisten Smokey Robinson gecovert und auf seinem Studioalbum A Quiet Storm (dt.: Ein ruhiger Sturm) veröffentlicht.

## Charts und Chartplatzierungen
| ChartsChartplatzierungen     | Höchstplatzierung | Wochen |
| ---------------------------- | ----------------- | ------ |
| Vereinigtes Königreich (OCC) | 52 (6 Wo.)        | 6      |